# Rödfläckig hackspett
Rödfläckig hackspett (Veniliornis affinis) är en fågel i familjen hackspettar inom ordningen hackspettartade fåglar. Den förekommer i låglänt regnskog i Sydamerika. Beståndet anses vara livskraftigt.

## Utseende och läte
Rödfläckig hackspett är en liten och brun hackspett. Ovansidan är olivbrun med små röda fläckar på skuldrorna. Hanen har även rött på hjässa och nacke. Den skiljer sig från liknande sparvspetten på större storlek, mer enfärgat ansikte och fläckarna på vingen. Honan har gulaktig nacke, grå hos hona sparvspett. Lätet består av en snabv serie rovfågelsliknande gnyn. De enskilda tonerna är klarare och mer fallande än i motsvarande läte hos sparvspetten.

## Utbredning och systematik
Rödfläckig hackspett förekommer i Sydamerika. Den delas in i fyra underarter med följande utbredning:
- orenocensis – sydöstra Colombia till södra Venezuela och norra Brasilien
- hilaris – östra Ecuador genom östra Peru norra Bolivia och västra Mato Grosso
- ruficeps – centrala och nordöstra Brasilien (södra till Mato Grosso)
- affinis – östra Brasilien (Alagoas och östra Bahia)

### Släktestillhörighet
Arten placeras traditionellt i släktet Veniliornis. DNA-studier visar dock att övervägande amerikanska hackspettar som tidigare förts till Picoides står närmare Venilliornis än typarten i släktet, tretåig hackspett. Olika auktoriteter behandlar dessa resultat på varierande sätt, där dessa hackspettar oftast lyfts ut i de mindre släktena Dryobates och Leuconotopicus, som successivt är Veniliornis-arternas närmaste släktingar. Tongivande Clements et al har istället valt att inkludera alla i ett expanderat Dryobates.

## Levnadssätt
Rödfläckig hackspett hittas i låglänt regnskog, både inne i högväxt skog, i ungskog och i skogsbryn. Liknande sparvspetten ses i öppnare skogsytor som flodnära växtlighet. 

## Status och hot
Arten har ett stort utbredningsområde, men tros minska i antal, dock inte tillräckligt kraftigt för att den ska betraktas som hotad. Internationella naturvårdsunionen IUCN listar arten som livskraftig (LC).